# L'Escargot noir

L'Escargot noir est un téléfilm français de Claude Chabrol diffusé en 1988.
 
Ce téléfilm est le premier tourné pour la série télévisée Les Dossiers de l'inspecteur Lavardin, diffusée entre septembre 1988 et février 1990.

## Synopsis
À Chinon, petite ville tranquille de Touraine, trois femmes sont tuées : l'épouse du pharmacien Picolet, celle de Pierre Tassin, puis Florence Saint-Martin. Étrangement, le tueur a laissé un escargot noir sur chacun des corps. L'inspecteur Lavardin enquête, assisté de Mario, policier dépêché de Tours. Il apprend qu'une autre femme a été assassinée à Paris trois mois plus tôt, dans les mêmes circonstances. Au fur et à mesure, il comprend que la clef du mystère réside dans le passé des victimes.

## Fiche technique
- Titre : L'Escargot noir
- Réalisation et scénario : Claude Chabrol
- Assistant réalisateur : Alain Wermus et Thomas Chabrol
- Directeur artistique  et décors : Françoise Benoît-Fresco
- Costumes : Magali Fustier-Dray
- Photographie : Jean Rabier
- Montage : Monique Fardoulis
- Musique : Matthieu Chabrol
- Décors plateau : Dominique Beaucamps
- Production : Philippe Baraduc
- Sociétés de production : Technisonor , Cosmovision
- Sociétés de co-production :  TF1 (France), Rai3 (Italie), RTBF (Belgique), TSR (Suisse]
- Pays d'origine :  France
- Format : Couleurs
- Genre : Policier
- Durée : 88 min
- Date de diffusion : 15 septembre 1988  sur TF1

## Distribution
- Jean Poiret : l'inspecteur Jean Lavardin
- Mario David : Mario, l'inspecteur
- Stéphane Audran : Catherine Rebuffat
- Roger Dumas : Pierre Tassin
- Catherine Rouvel : Florence Saint-Martin
- Jean-Louis Maury : Jean-Philippe Picolet
- François Perrot : Me Legodard
- Roger Carel : le médecin légiste
- Raphaël Almosni
- Jean-Marie Arnoux : Jérôme
- Éric Averlant : le boucher
- Guy Bacquie
- Julie Baraduc
- Lucien Barjon : Duchesne, le curé
- Françoise Bertin : la mère de Martine
- Jean-Claude Bouillaud : Dominique Boj
- Marlene Constanza : Annette Tassin
- Agathe Debliquis
- Agnès Denèfle
- Philippe Dillies
- Mathieu Dupas
- Sylvain Dupas
- Céline Fie
- Alain Fromager : le petit commis
- Roland Garnier
- Franck Gauduchon
- Mouchette Gauduchon
- Jean Guichard
- Édith Hamelin
- Jessica Lelievre
- Gérard Lion
- Madeleine Marie : la grand-mère de Mario
- Philippe Mathe
- Françoise Milet
- Jean-François Portos
- Hélène Raimbault
- Suzy Rambaud
- Jean-Marc Roulot
- Alain Sachs : José
- Gilles Scellos
- Régis Seban
- Vincent Solignac
- Christian Teyras